# Ratusz w Bytomiu Odrzańskim
Ratusz w Bytomiu Odrzańskim - został wzniesiony w roku 1609, zniszczony w 1694 roku, a następnie odbudowany w roku 1697 według projektu Caspara Millera. Obecnie jest siedzibą władz miasta.

## Historia
Pierwszy ratusz w Bytomiu Odrzańskim wzniesiono około 1483 roku, budynek ten uległ zniszczeniu i został rozebrany pod koniec XVI wieku. Obecna siedziba władz miejskich została zbudowana w okresie 1602-1609, w roku 1694 budynek został zniszczony w pożarze, a następnie został odbudowany w roku 1697 według projektu Caspara Millera z Bolesławca. W 1950 roku piorun zniszczył hełm wieży, który zrekonstruowano w roku 1964.

Decyzją wojewódzkiego konserwatora zabytków z dnia 13 czerwca 1953 roku ratusz został wpisany do rejestru zabytków.

## Architektura
Ratusz w Bytomiu Odrzańskim jest położony w lewym narożniku północno-zachodniej pierzei rynku i należy do najciekawszych zabytków architektury renesansu w Polsce. Elementem dominującym budynku jest siedmiokondygnacyjna wieża, posiadająca w górnej części tarcze zegarowe, a ponad nimi taras widokowy z balustradą. Ponad tarasem jest węższa kondygnacja, nakryta barokowym hełmem z dwiema latarniami. Na dole wieży znajduje się bogato zdobiony portal z kartuszem i bogato rzeźbionymi drzwiami. W szczycie fasady zamkniętej łukiem i flankowanym wolutami znajduje się ujęty w pilastry relief z herbem miasta. Wewnątrz zachowały się sklepienia kolebkowo-krzyżowe, a wśród pomieszczeń wyróżnia się sala obrad z drewnianym stropem o profilowanych belkach.
Obecnie ratusz jest siedzibą władz samorządowych i administracyjnych miasta.